# Brian Robertson, I barone Robertson
Brian Hubert Robertson, I barone Robertson di Oakridge (22 luglio 1896 – 29 aprile 1974) è stato un generale inglese.

## Biografia
Era il figlio maggiore del maresciallo di campo sir William Robertson, e di sua moglie, Mildred Adelaide Palin, ed è stato educato alla Charterhouse e al Royal Military Academy.

## Carriera
Entrò nel 1914 come sottotenente nella Royal Engineers e fu successivamente promosso a tenente nel 1915 e a capitano nel 1917. Servì in Francia e in Italia durante la prima guerra mondiale.
Dopo la guerra fu inserito nel Bengal Engineer Group (1920-1925) e prese parte alla spedizione del Waziristan (1923-1924). Dopo si unì al corpo di Intelligence del ministero della guerra. Promosso a maggiore nel 1930, si ritirò dall'esercito nel 1934.
Con lo scoppio della seconda guerra mondiale, rientrò in servizio e servì con il grado di tenente colonnello in Oriente, Nord Africa e Italia fino alla fine della guerra, sotto il comando di Harold Alexander. Nel 1947 venne promosso a generale.
Dal 1945 Robertson fu vice governatore militare e dal 1947 governatore militare e membro britannico del Consiglio di controllo alleato per la Germania. Ha continuato a essere comandante in capo delle Middle East Land Forces ed è stato governatore della zona del Canale di Suez nel 1950. Fu anche aiutante di campo del re Giorgio VI (1949-1952).
Si ritirò nel 1953 e divenne presidente della British Transport Commission, incarico che ha ricoperto fino al 1961, quando venne nominato barone Robertson di Oakridge.

## Matrimonio
Sposò, il 4 agosto 1926, Edith Macindoe, figlia di James Black Macindoe. Ebbero tre figli:
- Christine Veronica Helen Robertson (3 agosto 1927-21 aprile 1997), sposò Robert Cuming, ebbero tre figli;
- William Robertson, II barone Robertson (8 dicembre 1930-18 gennaio 2009);
- Catherine Fiona Robertson (13 agosto 1939), sposò Allan Chapman, ebbero due figlie.

## Morte
Morì il 29 aprile 1974.